# Paraglenea fortunei
Paraglenea fortunei là một loài bọ cánh cứng trong họ Cerambycidae.

## Hình ảnh

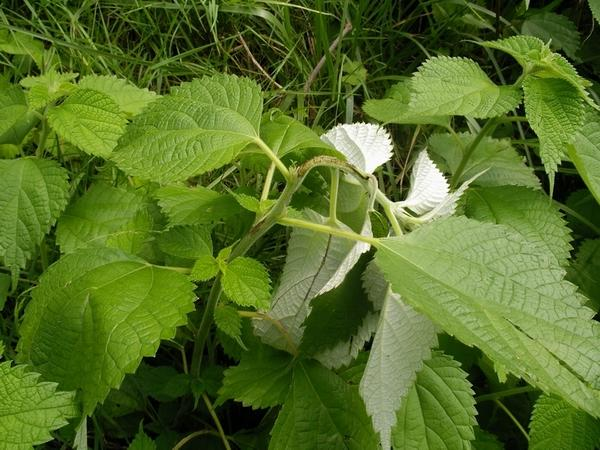
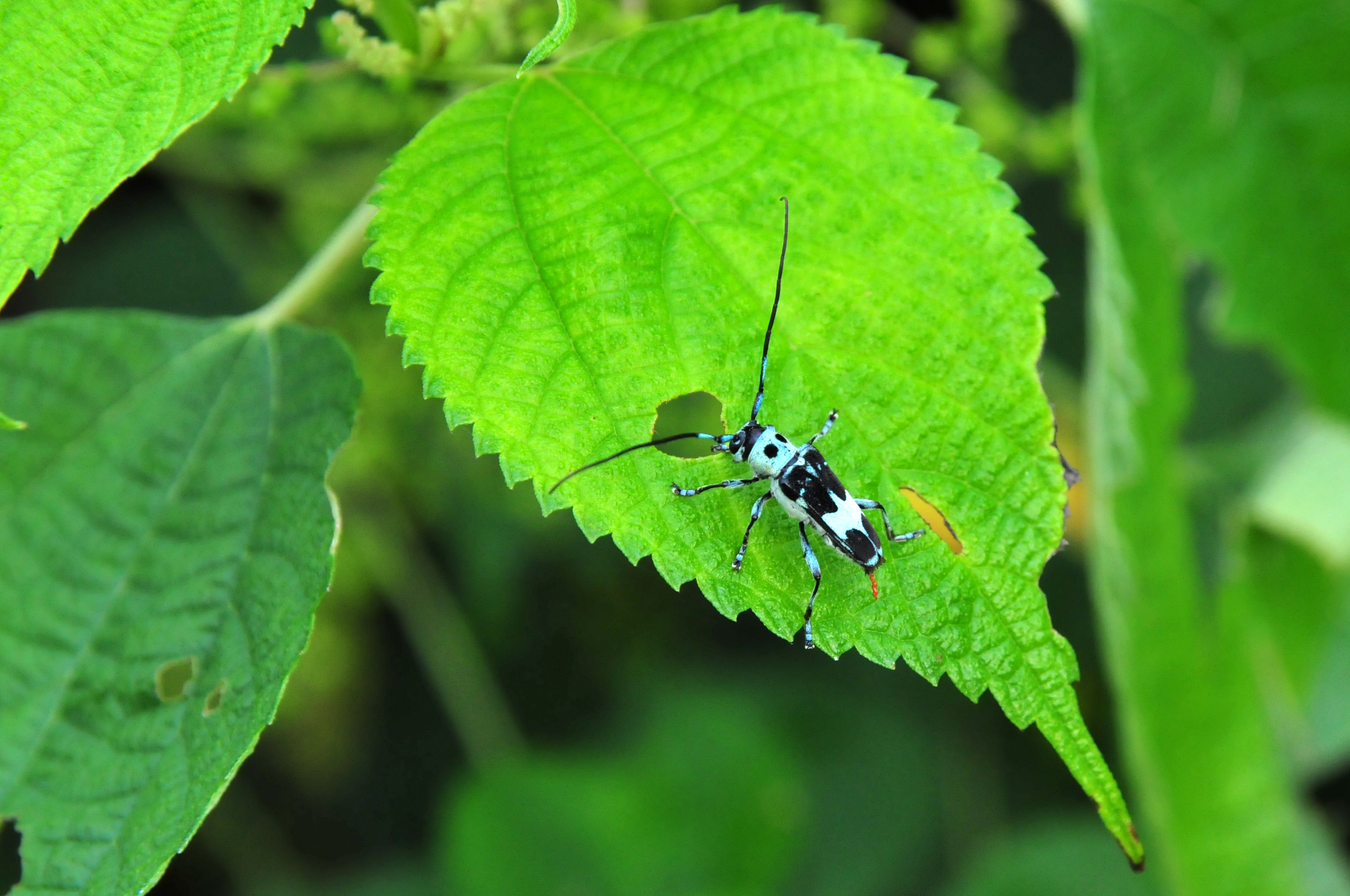